# Hispano-Suiza

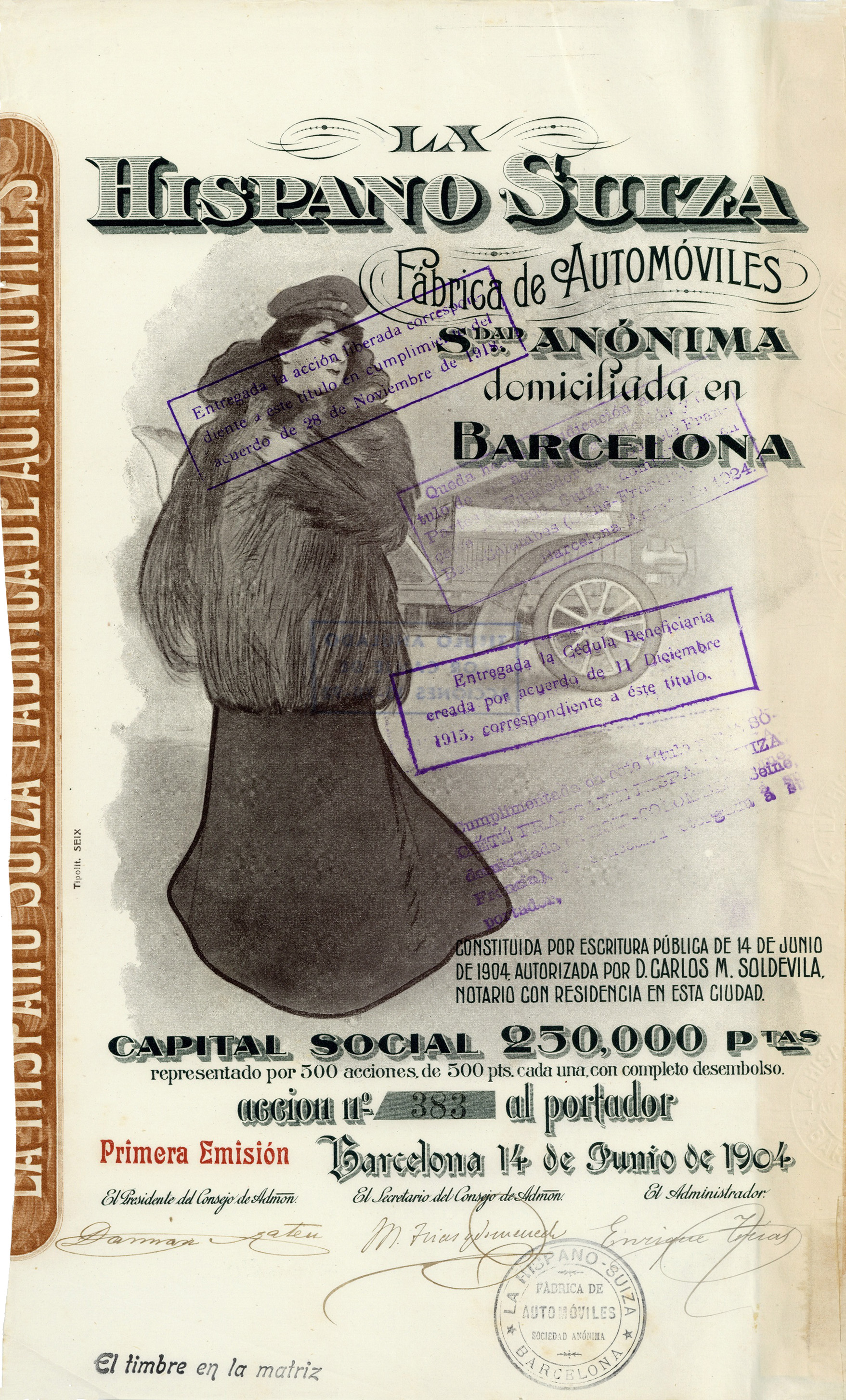
Akcja założycielska z podpisem współzałożyciela, Damiána Mateu, Barcelona, 14 czerwca 1904

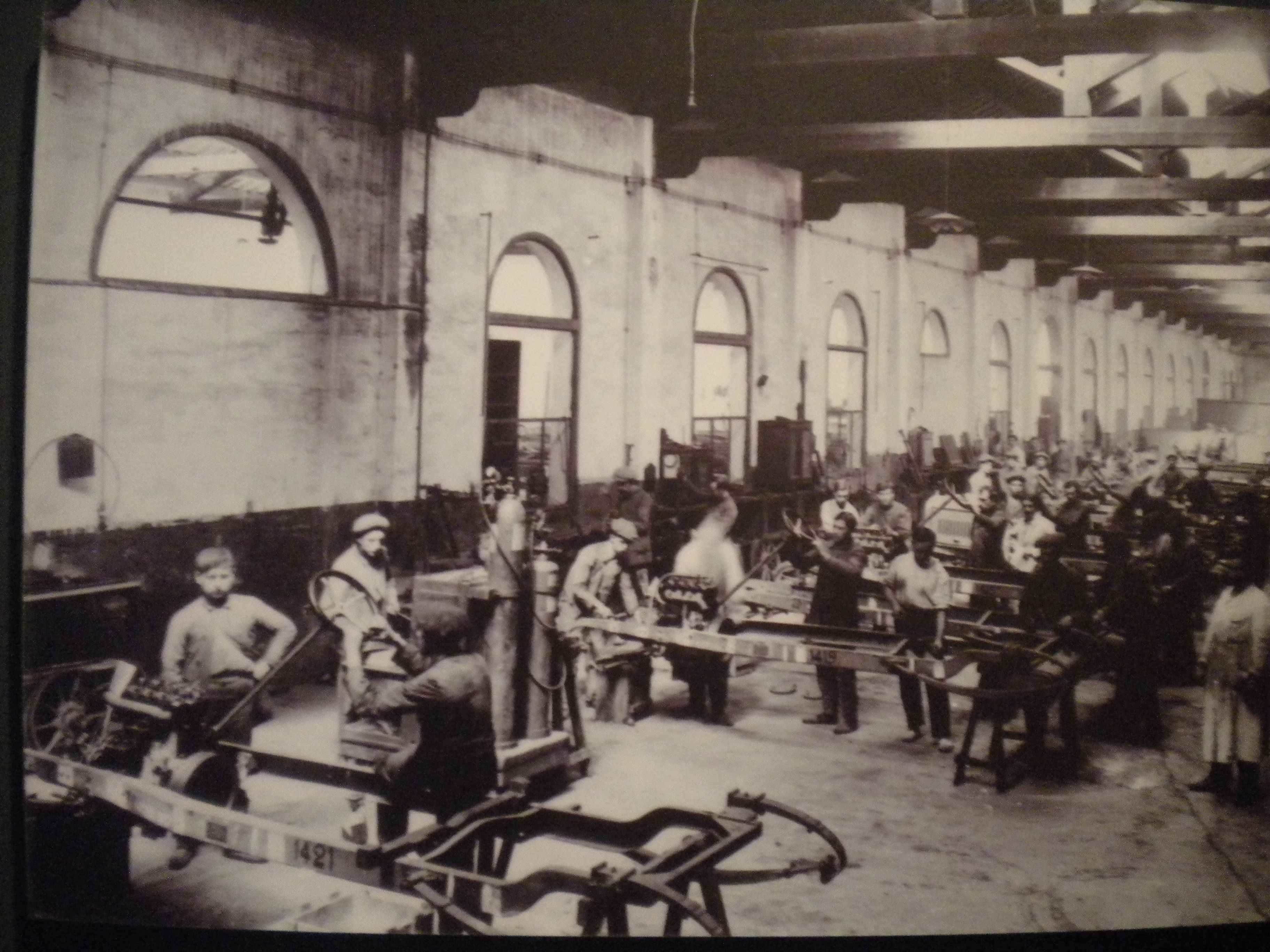
przedwojenna fabryka Hispano-Suiza

Hispano-Suiza – hiszpański producent sprzętu lotniczego, broni i samochodów luksusowych z siedzibą w Bezons działający w latach 1904–2016. Należał do francuskiego koncernu lotniczego Safran.

## Historia

### Początki
Historia przedsiębiorstwa sięga roku 1898, kiedy to hiszpański kapitan artylerii Emilio de la Cuadra rozpoczął w Barcelonie produkcję samochodów elektrycznych pod nazwą La Cuadra. W 1903 przedsiębiorstwo upadło, jednak pomysłodawca nie zarzucił swojej działalności koncentrując się odtąd na wytwarzaniu silników spalinowych. W 1904 firma została reaktywowana pod zmienioną nazwą La Hispano–Suiza Fábrica de Automóviles z inicjatywy Damiána Mateu i szwajcarskiego inżyniera Marca Birkigta. Rok później zakłady w Barcelonie opuścił pierwszy samochód, koncentrując się odtąd na konstruowaniu luksusowych samochodów konkurujących m.in. z brytyjskim Rolls-Royce'm.
W 1911 utworzono nową fabrykę na przedmieściach Paryża w Levallois-Perret, a w 1914 do dużych zakładów w Bois–Colombes. W międzyczasie Hispano-Suiza skonstruowało i opracowało samochód na specjalne zamówienie ówczesnego hiszpańskiego monarchy, Alfonsa XIII Burbona, który nazwano na jego cześć Hispano-Suiza Alfonso XIII. W 1919 roku rozpoczęła się produkcja najpopularniejszego i najdłużej wytwarzanego pojazdu marki Hispano-Suiza w postaci wytwarzanego przez kolejne 14 lat modelu Hispano-Suiza H6. Wraz z początkiem I wojny światowej firma rozpoczęła produkcję silników lotniczych. W 1938 roku zakłady produkcyjne pod Paryżem opuścił ostatni w historii samochód Hispano-Suizy, model J12. Na początku II wojny światowej firma wstrzymała produkcję silników samochodowych i samochodów, lecz rozpoczęła produkcję silników lotniczych. Po zakończeniu wojny firma nie powróciła już nigdy do produkcji samochodów osobowych.

### Okres powojenny
W okresie powojennym, z połową lat 40. XX wieku Hispano-Suiza stało się firmą branży lotniczej, wytwarzając samoloty, a przede wszystkm - silniki lotnicze. Znana był także z produkcji armat przeciwlotniczych małego kalibru (jej najbardziej znaną konstrukcją było działko HS.404). W 1968 roku Hispano-Suiza zostało przejęte przez francuskiego producenta silników lotniczych nazywającego się wówczas SNECMA, z kolei w 1999 przeniesiono produkcję turbin poza Hiszpanię do fabryki w podparyskim Bezons we Francji. W 2005 przedsiębiorstwo weszło w skład nowej grupy powstałej po fuzji SNECMA z Sagemem o nazwie Safran Group. Po 2005 roku, Hispano-Suiza wywodzące się z pnia oryginalnej hiszpańskiej firmy powstałej w 1904 roku istniało jeszcze przez kolejne 11 lat. W maju 2016 roku francuski właściciel podjął przełomową decyzję o zakończeniu stosowania nazwy Hispano-Suiza, zastępując ten oddział nowym o nazwie Safran Transmission Systems.

## Modele samochodów

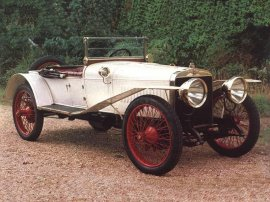
Hispano-Suiza Alfonso XIII (1911)

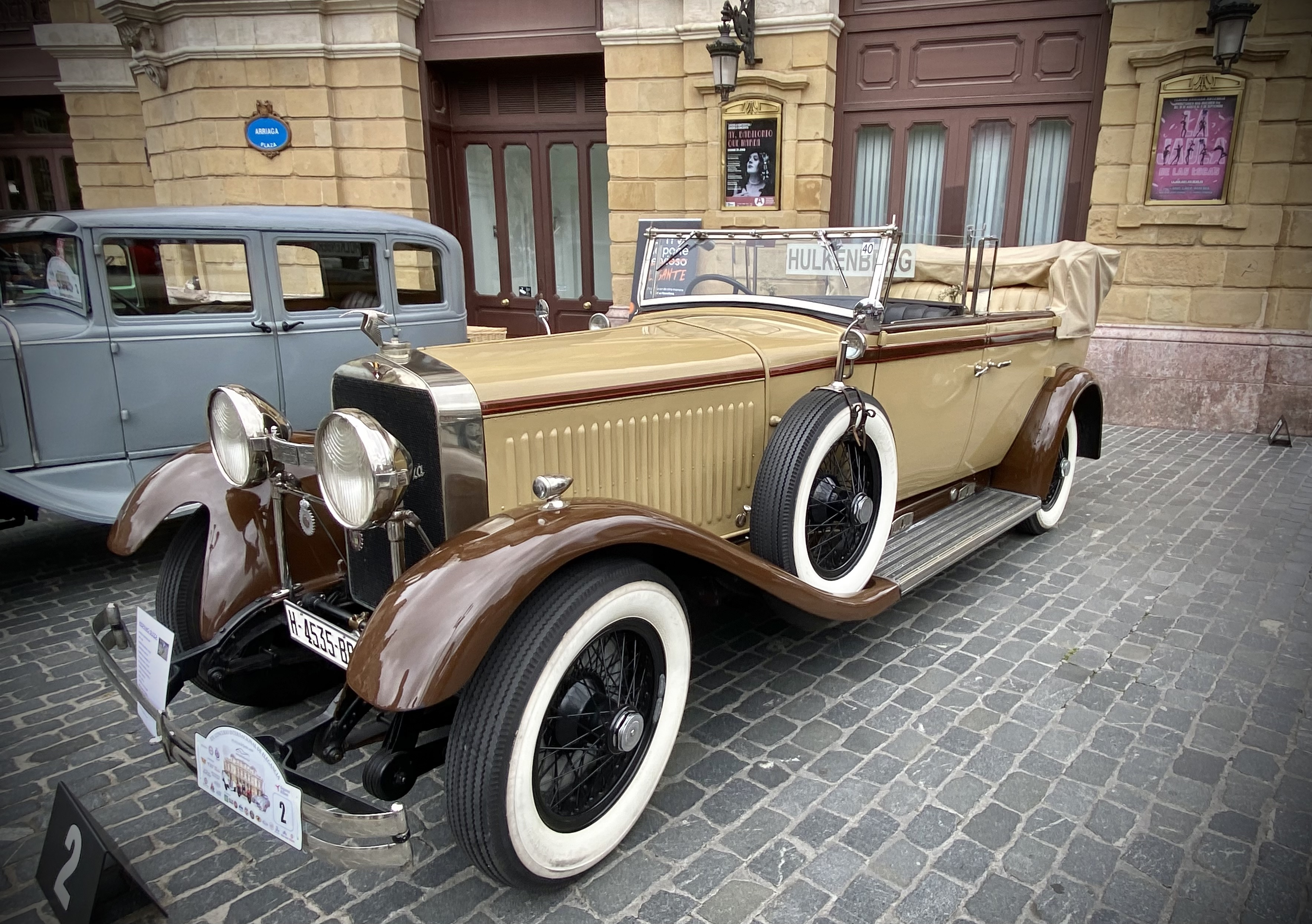
Hispano-Suiza H6 B; Model Torpedo (1923)

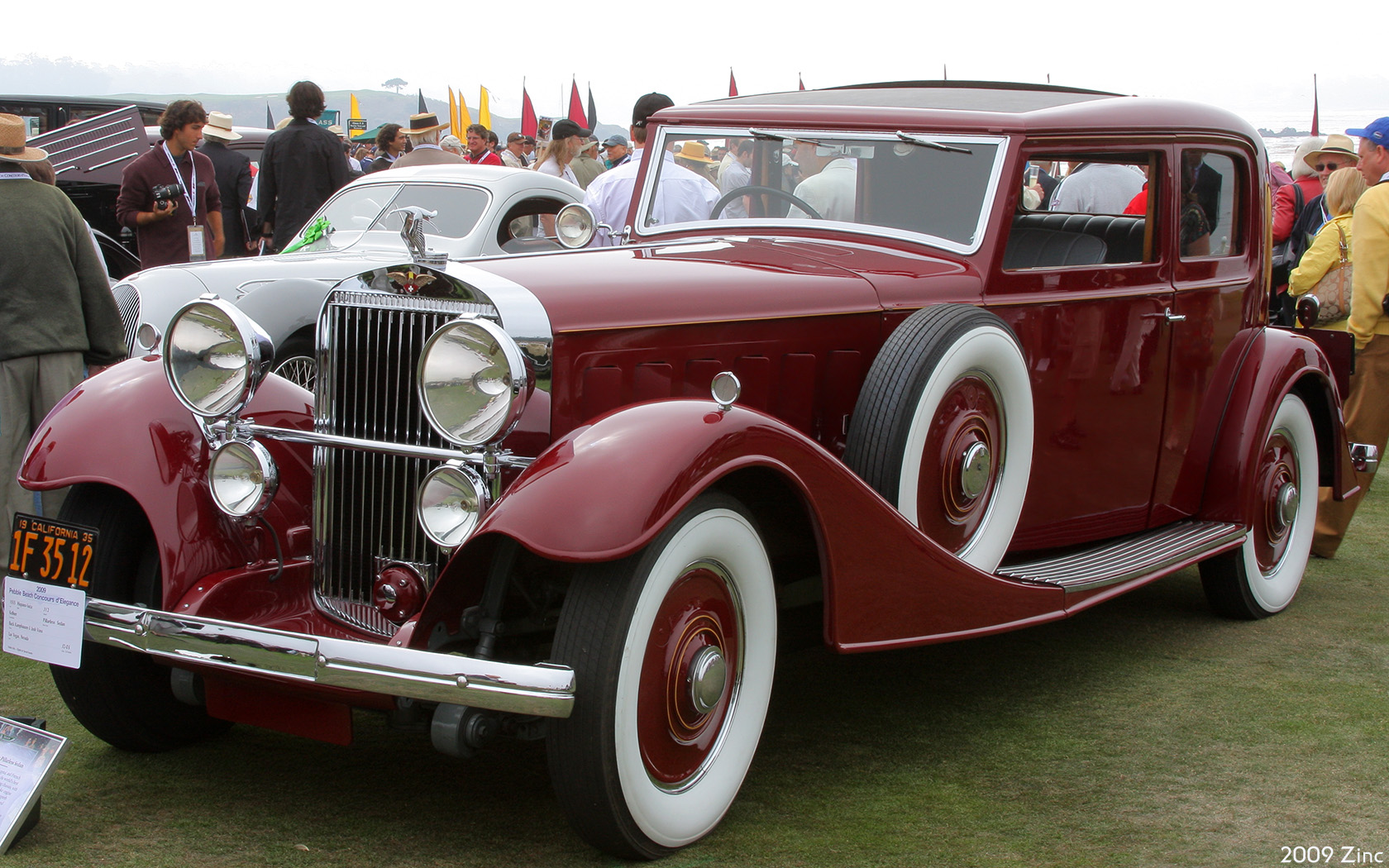
Hispano-Suiza J12 (1935)

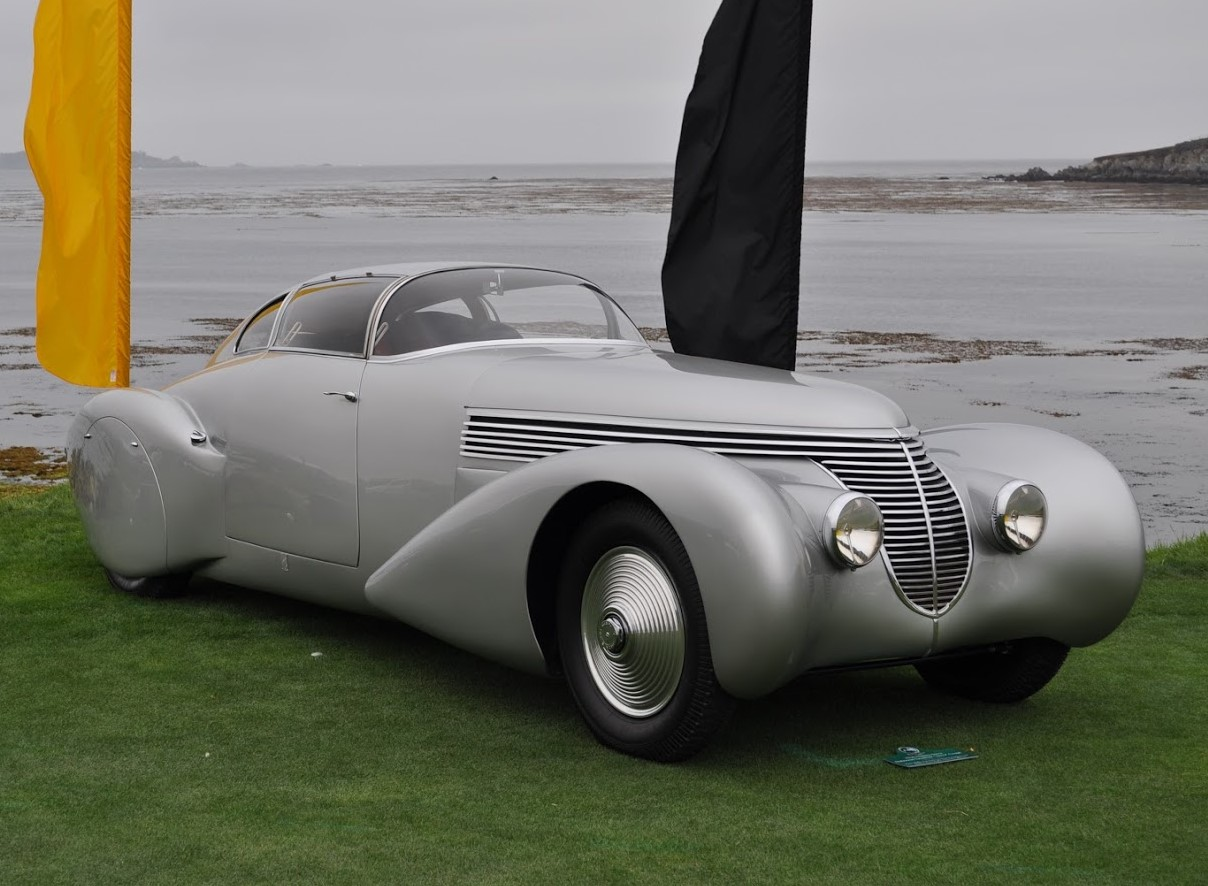
Hispano-Suiza H6B Dubonnet Xenia (1938)

### Historyczne
- HP (1904–1909)
- Alfonso XIII (1911–1914)
- T21 (1913–1914)
- T22 (1913–1914)
- T23 (1913–1914)
- T26 (1913–1915)
- T30 (1915–1924)
- L6 (1924)
- T48 (1928)
- H6 (1919–1933)
- T64 (1929–1933)
- T60 (1932–1933)
- T49 (1924–1936)
- T56 (1928–1936)
- T64 (1929–1936)
- K6 (1934–1937)
- J12 (1931–1938)
- H6B Dubonnet Xenia (1938)

### Studyjne
- Hispano-Suiza HS21 (2000)
- Hispano-Suiza K8 (2001)
- Hispano-Suiza HS21 GTS (2002)

## Lotnictwo

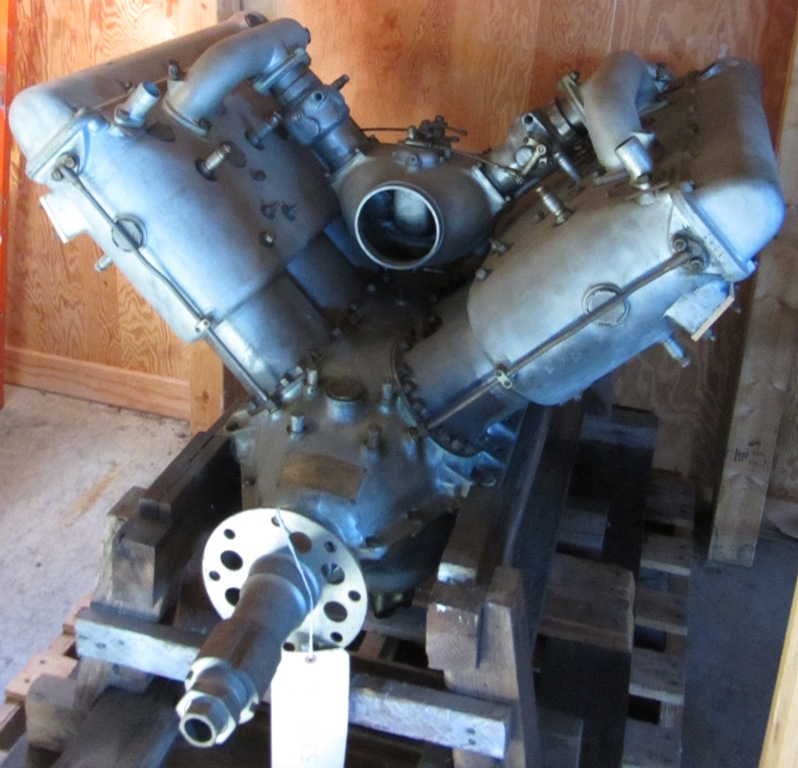
silnik Hispano-Suiza

### Samoloty
- Hispano Barrón (1919)
- Hispano-Suiza E-30 (1930)
- Hispano-Suiza E-34 (1935)
- Hispano HS-42 (1942)
- Hispano HA-100 (1954)
- Hispano HA-1112 (1954)
- Hispano HA-200 (1955)

### Silniki lotnicze
- Hispano-Suiza 6M
- Hispano-Suiza 6P
- Hispano-Suiza 8A
- Hispano-Suiza 8B
- Hispano-Suiza 8E
- Hispano-Suiza 8F
- Hispano-Suiza 9Q
- Hispano-Suiza 9T
- Hispano-Suiza 9V
- Hispano-Suiza 12B
- Hispano-Suiza 12G
- Hispano-Suiza 12H
- Hispano-Suiza 12J
- Hispano-Suiza 12K
- Hispano-Suiza 12L
- Hispano-Suiza 12M
- Hispano-Suiza 12N
- Hispano-Suiza 12X
- Hispano-Suiza 12Y
- Hispano-Suiza 12Z
- Hispano-Suiza 14AA
- Hispano-Suiza 14AB
- Hispano-Suiza 14H
- Hispano-Suiza 18R
- Hispano-Suiza 18S
- Hispano-Suiza 24Z
- Hispano-Suiza 48H
- Hispano-Suiza 48Z
- Hispano-Suiza R.300
- Hispano-Suiza R.800
- Hispano-Suiza Tay
- Hispano-Suiza Verdon
- Latécoère-Hispano-Suiza 36Y

## Reaktywacje

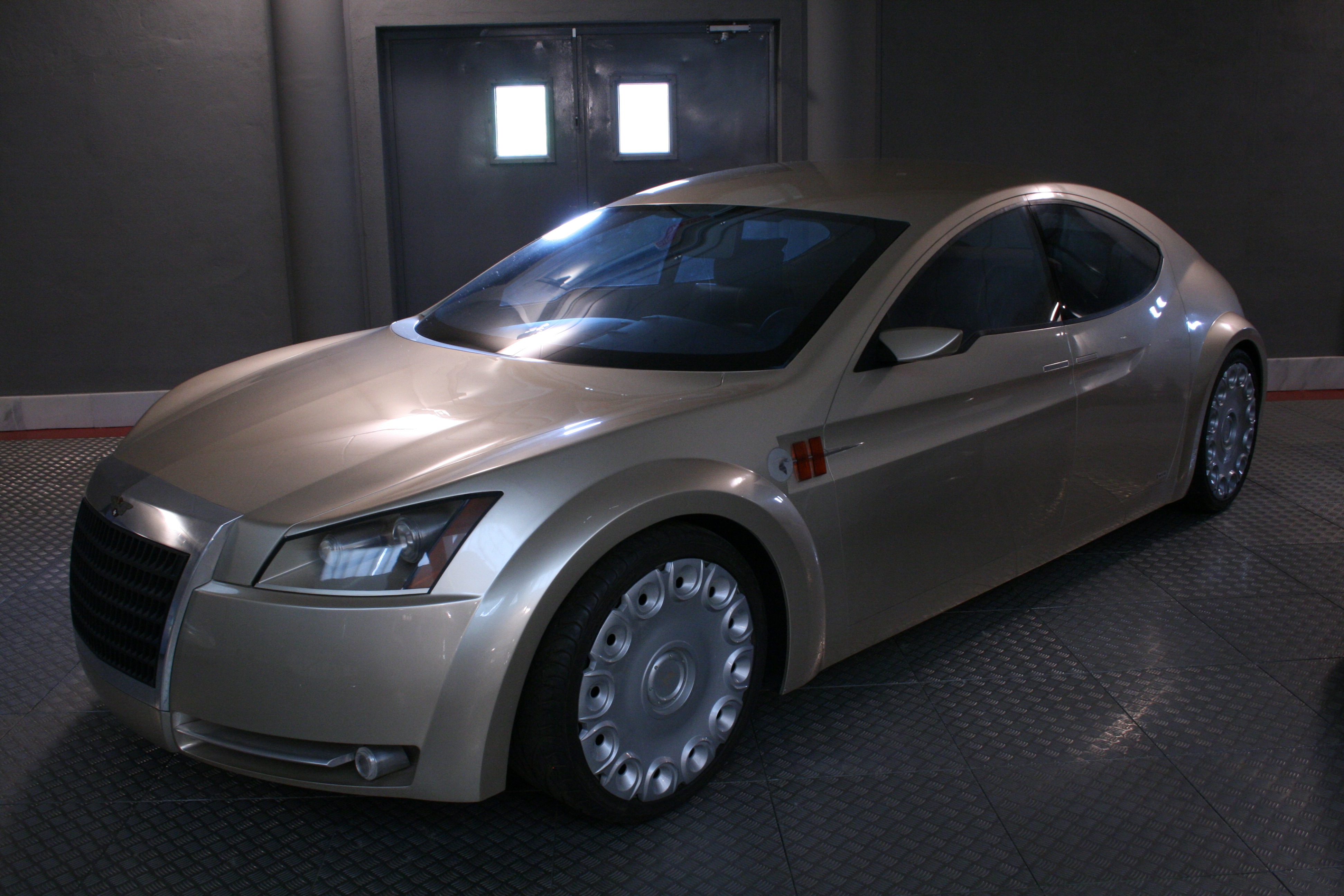
Hispano-Suiza K8 (2001)

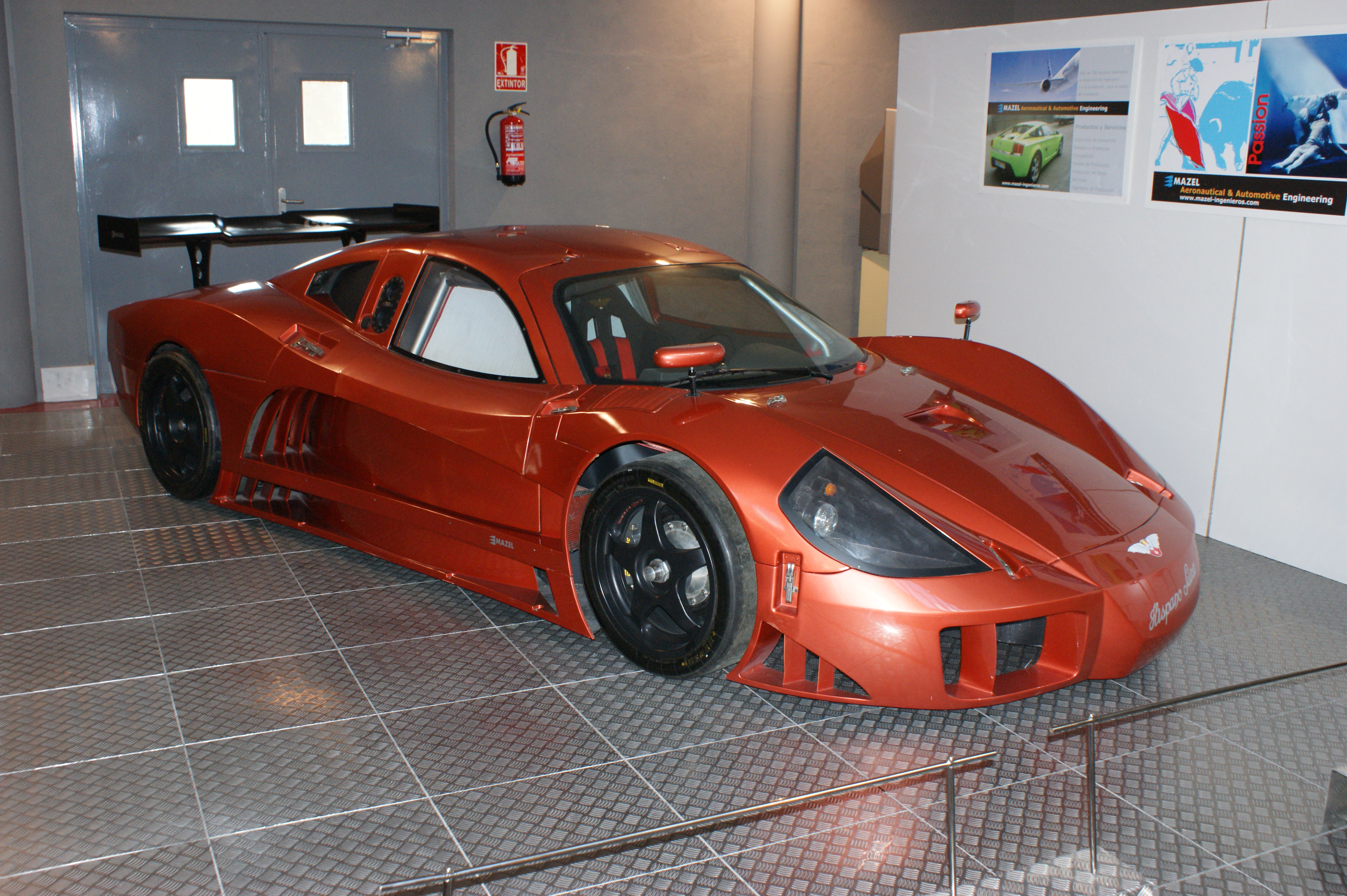
Hispano-Suiza HS21 GTS (2002)

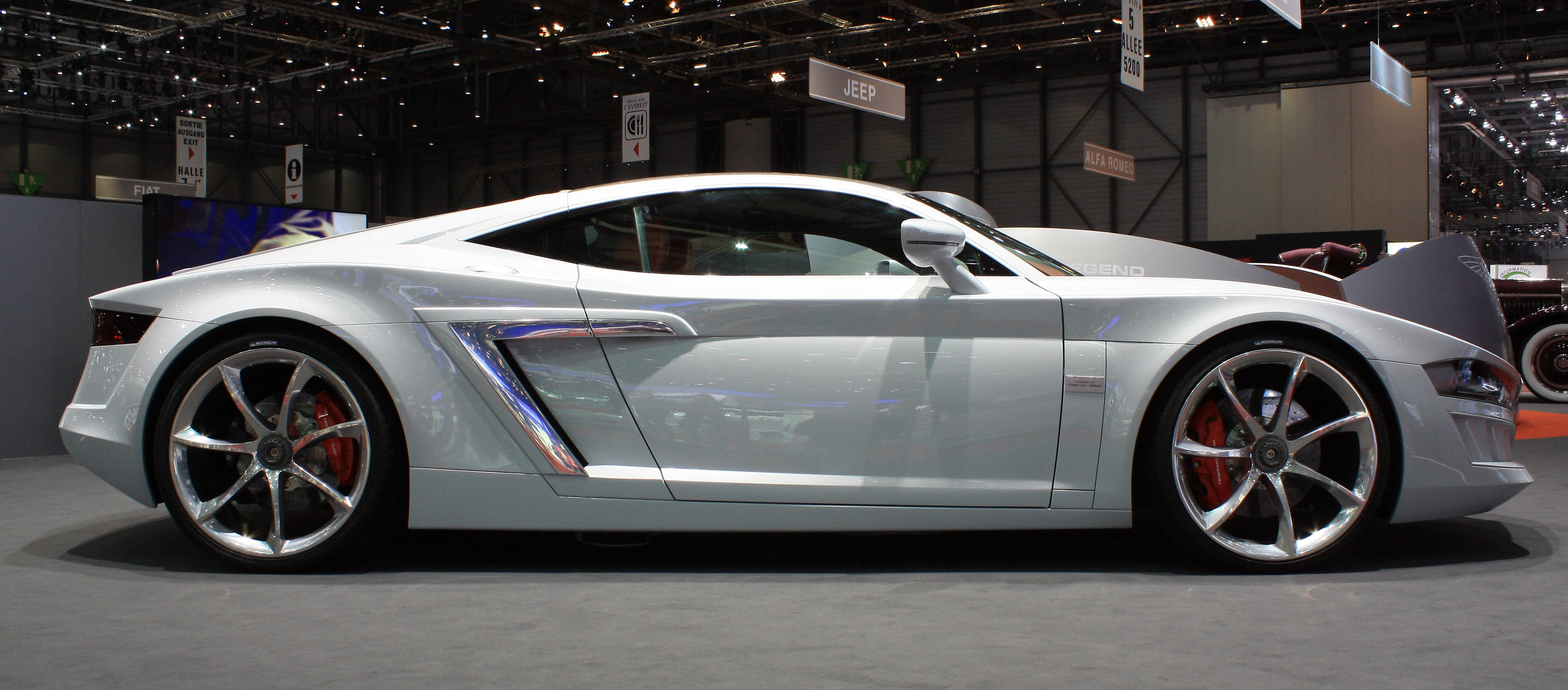
Hispano-Suiza V10 (2010)

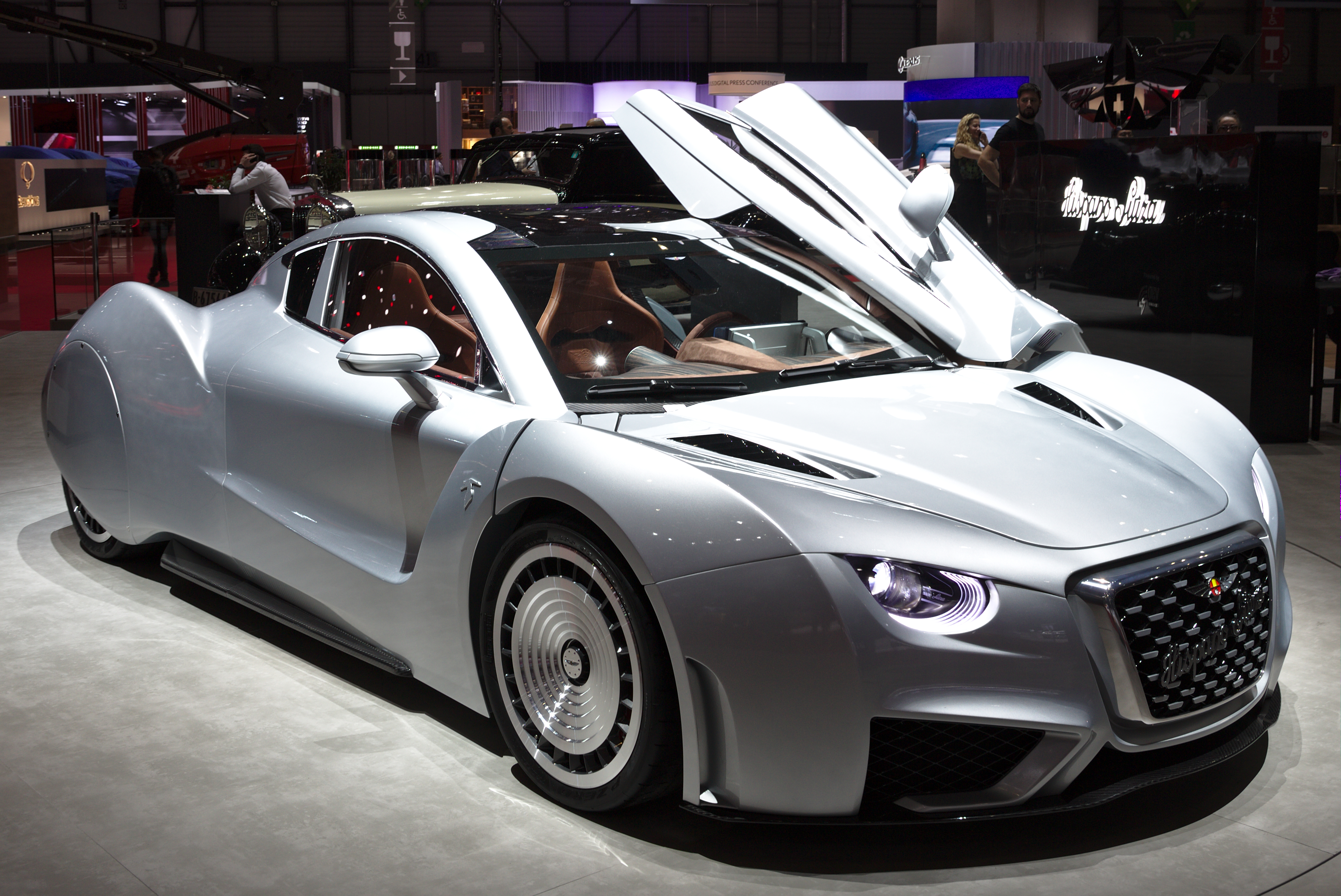
Hispano-Suiza Carmen (2019)

### Mazel Inginieros
Początek XXI wieku przyniósł pojawienie się pierwszych od 60 lat prób wznowienia produkcji samochodów marki Hispano-Suiza, po raz ostatni użytej w 1938 roku przy zakończeniu produkcji modelu Hispano-Suiza J12. W roku 2000 hiszpańskie przedsiębiorstwo inżynieryjne Mazel Ingenieros wykorzystało prawa do stosowania nazwy w celu opracowania w kolejnych latach linii trzech prototypów mających zwiastować pierwsze nowożytne samochody Hispano-Suiza. Na Geneva Motor Show w marcu przedstawiono studium luksusowego coupe o nazwie Hispano-Suiza HS21. 
Rok później na tej samej szwajcarskiej wystawie przedstawiono prototyp dużej, niemal 5-metrowej luksusowej limuzyny Hispano-Suiza K8. Ostatnim z trzech prototypów była zapowiedź wyczynowego supersamochodu Hispano Suiza HS21 GTS, który przedstawiony został podczas Geneva Motor Show w marcu 2002 roku. Żaden z pojazdów nie trafił do seryjnej produkcji.

### Hispano-Suiza Automobilmanufaktur
W 2010 roku marka samochodowa Hispano-Suiza powróciła do użytku z inicjatywy austriackiego projektanta Erwina Leo Himmela, który po latach pracy dla m.in. Volkswagen Group i Subaru zdecydował się opracować własną wizję nowożytnego samochodu Hispano-Suiza w ramach wówczas istniejącej firmy o nazwie Delmar 04. Podczas Geneva Motor Show w marcu 2010 roku przedstawiono prototyp średniej wielkości samochodu sportowego wyposażonego w silnik V10 Lamborghini. Po prezentacji prototypu koordyujące prace na pojazdem przedsiębiorstwo z siedzibą w Szwajcarii zmieniło nazwę na Hispano-Suiza Automobilmanufaktur, które pracowało nad wdrożeniem prototypu z 2010 roku do produkcji, co nie doszło do skutku przez kolejne lata. Doszło za to do konfliktu ze spadkobiercami założycieli dawnego hiszpańskiego Hispano-Suiza, którzy stwierdzili, że Erwin Leo Himmel bezprawnie korzysta z nazwy.
Zmianie uległo to w 2019 roku, gdy szwajcarskie Hispano-Suiza z powodzeniem przedstawiło produkcyjny model wyczynowego hipersamochodu Hispano-Suiza Maguari HS1 GTC. Przedsiębiorstwo planuje wyprodukować łącznie ok. 300 sztuk samochodów zbudowanych na indywidualne zamówienie, z ceną 2,2 miliona euro za każdy egzemplarz.

### Hispano-Suiza Cars
Równolegle z przywróceniem do użytku nazwy Hispano-Suiza w 2019 roku przez szwajcarskie przedsiębiorstwo dla pierwszego od 1938 roku seryjnego samochodu, tego samego dokonała zupełnie inna, niepowiązana grupa inwestorów z dawnego kraju pochodzenia firmy - Hiszpanii. Przez ostatnią dekadę procesowali się oni z Erwinem Leo Himmelem, zarzucając mu bezprawne stosowanie nazwy Hispano-Suiza, jednakże hiszpański sąd oddalił wszystkie oskarżenia. Hispano-Suiza Cars założył prawnuk założyciela historycznego przedsiębiorstwa, Miguel Suqué Mate, za swój produkt obierając sportowy samochód elektryczny utrzymany w estetyce retro-futurystycznej o nazwie Hispano-Suiza Carmen, który wprost swoim wyglądem nawiązuje do ostatniego w dotychczasowej historii pojazdu dawnego Hispano Suiza - zbudowanego w jednej sztuce w 1938 roku Hispano-Suiza H6C Dubonnet Xenia. Planowane jest zbudowanie limitowanej serii 19 egzemplarzy.